# Rolls-Royce Spectre
La Rolls-Royce Spectre (nome in codice RR25) è un'autovettura di lusso prodotta dalla casa automobilistica britannica Rolls-Royce Motor Cars dal 2023. 
Si tratta della prima vettura elettrica in assoluto prodotta dall'azienda inglese.

## Profilo

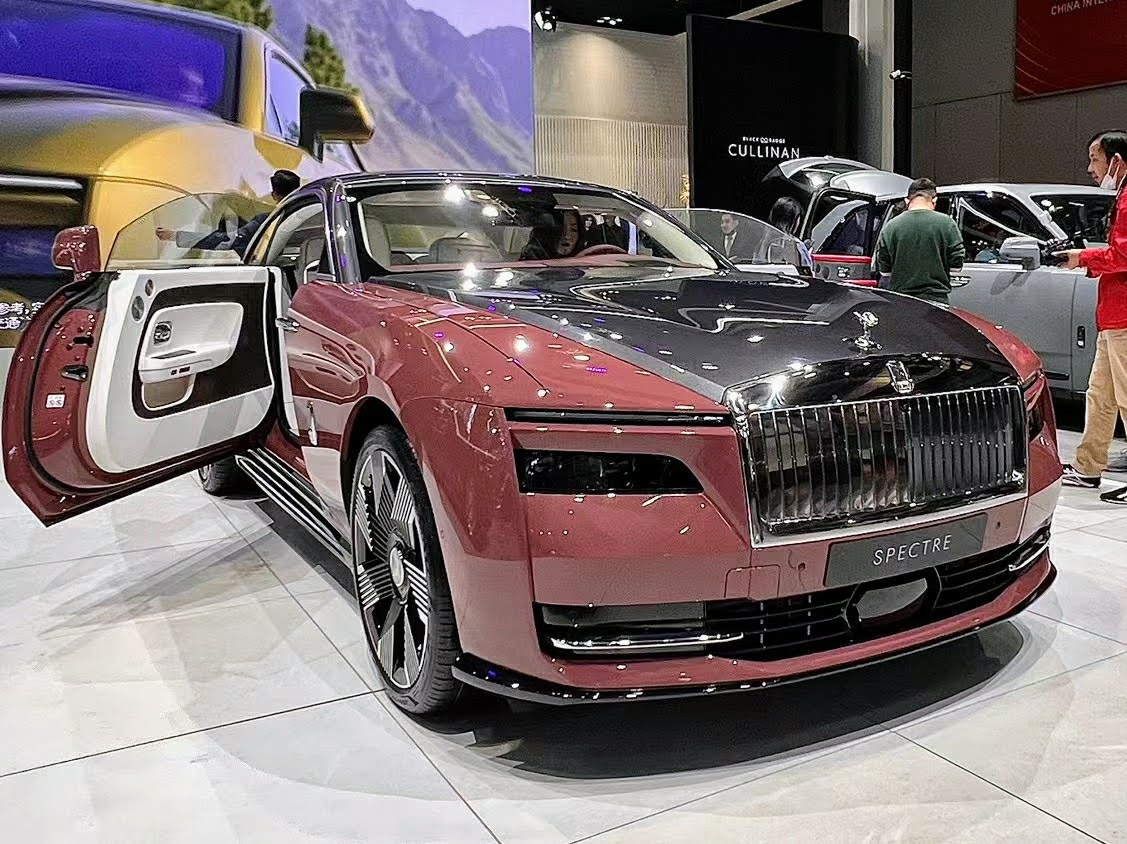
Dettaglio apertura portiere controvento

Nel settembre 2021 Rolls-Royce ha annunciato la vettura ufficializzando il nome e confermando l'inizio dei test per i collaudi su strada. Il 18 ottobre 2022, il marchio ha presentato la vettura attraverso la diffusione di alcune immagini e dati tecnici. La presentazione ufficiale al pubblico è avvenuta al salone di Shanghai a fine aprile 2023. La progettazione e lo sviluppo della vettura ha richiesto quattro anni.
La Spectre adotta la tradizionale nomenclatura delle Rolls-Royce, che segue quella di figure mitologiche o soprannaturali.
Il design della Spectre riprende quello della coupé Rolls-Royce Wraith con carrozzeria a due porte, tra cui le portiere con apertura controvento. L'interno dell'abitacolo presenta un cielo con circa 5000 LED.
La vettura viene realizzata sulla stessa piattaforma della Phantom e Cullinan, appositamente modificata e adattata per ospitare le batterie e i motori elettrici.

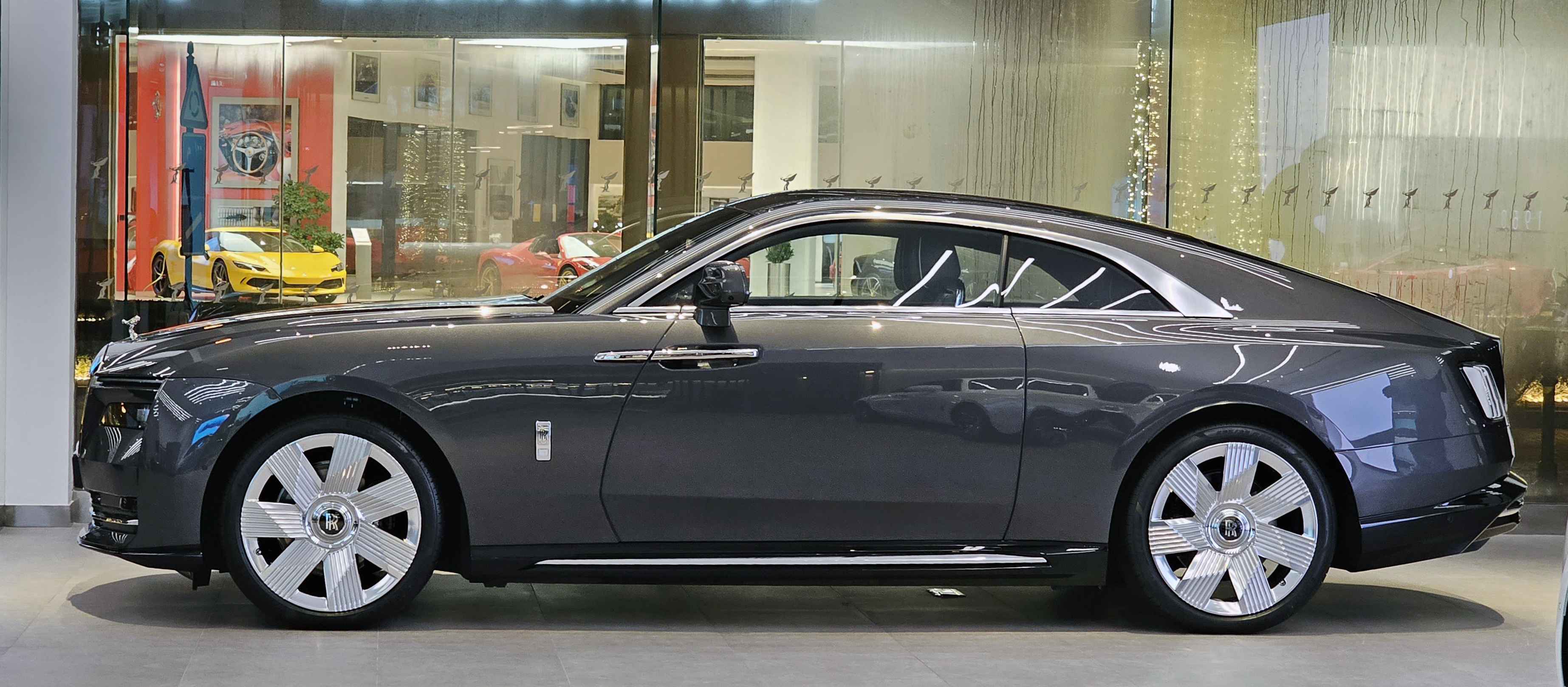
Vista laterale

Tecnicamente, la Spectre riprende alcune soluzioni tecniche ed elementi meccanici dalla BMW i7. La carrozzeria a quattro posti è realizzata interamente in alluminio e, come sulla Phantom Coupé, non è presente il montante centrale. La griglia del radiatore, realizzata in acciaio inossidabile, e il frontale sono progettati per ottenere un coefficiente di resistenza aerodinamica pari a 0,25. La calandra può essere retroilluminata con un sistema a LED.
I due motori elettrici della Spectre, con una potenza di 191 kW (260 CV) all'anteriore e 360 kW (490 CV) al posteriore, sono alimentati da una batteria agli ioni di litio da 102 kWh, che funge anche da struttura portante, pesante 700 kg. Può essere caricata mediante una presa a corrente alternata da 11 kW. La coppia complessiva erogata da entrambi i motori (anteriore 365 Nm e posteriore 710 Nm) è limitata a 900 Nm; l'auto scatta da 0 a 100 km/h in 4,5 secondi, con la velocità massima limitata elettronicamente a 250 km/h.
L'assetto con ruote da 23 pollici, è dotato di un sistema di sospensioni sviluppato internamente da Rolls-Royce in grado di disaccoppiare le barre antirollio di ogni singola ruota, impedendo all'auto di ondeggiare durante la guida su fondi o terreni irregolari garantendo così un maggiore comfort. Il sistema può inoltre durante la percorrenza in curva riaccoppiare le barre antirollio e irrigidire gli ammortizzatori. Lo sterzo è fornito di un sistema di sterzata integrale composto da degli attuatori elettroidraulici che ruotano di pochi gradi le ruote posteriori, aumentando la stabilità in curva alle alte velocità e riduce il raggio di sterzata alle basse velocità.